# Stanislaus von Kurnatowski
Stanislaus von Kurnatowski (* 16. Juni 1823; † 22. Juli 1912) war polnischer Adliger, Rittergutsbesitzer und Mitglied des Deutschen Reichstags.

## Leben
Kurnatowski entstammt einer altadeligen Familie aus Polen, die später in den preußischen Provinzen und in Sachsen ansässig wurde.
Er wurde Rittergutsbesitzer auf Pozarowo bei Wronke. Von 1852 bis 1884 war er Mitglied im Posener Provinziallandtag und auch in dessen Präsidium.
Zwischen März 1878 und 1884 war er Mitglied des Deutschen Reichstags für den Wahlkreis Bromberg 4 und die Polnische Fraktion.